# Henryk Zbierzchowski
Henryk Zbierzchowski (ur. 19 listopada 1881 we Lwowie, zm. 6 listopada 1942 w Krynicy-Zdroju) – polski poeta, prozaik, dramatopisarz, bard Lwowa, laureat nagrody literackiej miasta Lwowa. Pseudonim literacki „Nemo”.

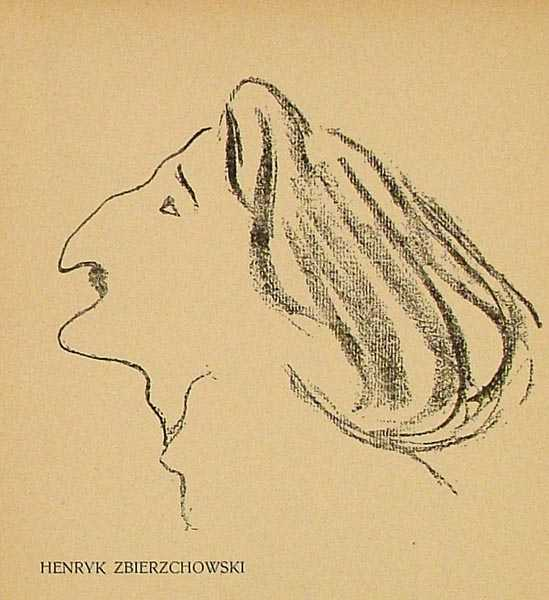
Portret autorstwa Kazimierza Sichulskiego

## Życiorys
Ukończył prawo na Uniwersytecie Lwowskim. Od 1898, jako 17-letni młodzieniec drukował swoje liryki w krakowskim Życiu (którego redaktorem był Stanisław Przybyszewski). W 1899 ukończył C. K. IV Gimnazjum we Lwowie. W 1900 ukazał się jego pierwszy zbiór liryków pt. Impresje. W latach 1906–1910 pracował w redakcji czasopisma Nasz Kraj i był „nadwornym poetą” lwowskiej Gazety Porannej. W 1908 został nagrodzony w konkursie literackim zorganizowanym przez periodyk „Wiek Nowy” (nagrodzeni zostali wówczas także Maria Czeska-Mączyńska i Janina Kossak-Pełeńska). W latach 1920–1926 był redaktorem lwowskiego tygodnika satyrycznego Szczutek. Na łamach Szczutka opublikował m.in. "Kolędę śląską", która zagrzewała czytelników do pomocy dla Górnego Śląska w czasie przygotowań do górnośląskiego plebiscytu z 1921 r. W 1928 został laureatem nagrody literackiej miasta Lwowa. Filister honorowy Polskiej Korporacji Akademickiej Cresovia Leopoliensis.
Henryk Zbierzchowski został pochowany na Starym Cmentarzu w Krynicy-Zdroju.

## Ordery i odznaczenia
- Krzyż Kawalerski Orderu Odrodzenia Polski (11 listopada 1937)[5][6]
- Złoty Wawrzyn Akademicki (5 listopada 1938)[7][8]

## Upamiętnienie
O twórczości Henryka Zbierzchowskiego wydano w 2000 roku obszerną książkę: Pisarz wobec koniunktury. Twórczość literacka Henryka Zbierzchowskiego autorstwa Witolda Waszczuka. Wydawnictwo UMCS, ISBN 83-227-1598-6. Henrykowi Zbierzchowskiemu poświęcone były też wiersze Mariana Hemara Valse Brune i Wnuczka.
O jego życiu opowiada film „Kawaler Księżyca”, który zrealizował Sławomir Gowin, dziennikarz, znawca historii Lwowa. W trakcie produkcji filmu znany ukraiński rzeźbiarz Mykoła Posikira wykonał popiersie poety. Rzeźba została przekazana Konsulatowi RP, który postanowił eksponować ją w powstającym Domu Polskim we Lwowie.

## Twórczość
- Zbiory wierszy:
  - Impresje (1900)
  - Baśnie (1906)
  - Rzeczy wesołe (1918), Lwów, (wstęp: Stanisława Wasylewskiego), pod pseud. „Nemo”
  - Żongler. Rzeczy wesołe i smutne (1922)
  - Erotyki (1923)
  - Ogród życia (1935)
- Powieści, romanse obyczajowe, nowele:
  - Przed wschodem słońca (1903)
  - Na złotej przełęczy (1904)
  - Malarze (1907)
  - Grający las i inne nowele (1908)
  - Literat (1909)
  - Pająk i inne nowele (1911)
  - Stepowa panienka (1912)
  - Anioły płaczą (1913)
  - Diabelska przełęcz (1917)
  - Człowiek o dwu twarzach (1919)
  - Oczyma dziecka. Opowiadania wierszowane dla dzieci i młodzieży (1921)
  - Śmierć czy miłość (1923)
  - W paryskim wirze (1929)
  - Kariera pana Franciszka (1939), powieść (nowa wersja Człowieka o dwu twarzach)
- Piosenki kabaretowe (1912),
- Płomienie. Pieśni wojenne o Legionach Polskich (1916)
- Nowe piosenki kabaretowe (1919)
- Nowe piosenki żołnierskie (1920)
- Utwory dramatyczne:
  - Kobieta bez twarzy (1913)
  - Małżeństwo Loli (1916), komedia
  - Budienny idzie... (1921), wodewil
  - Kłopoty pana Złotopolskiego (1922), farsa
  - Pojedynek (1922), komedia
  - Zawsze wierny, Widowisko z przeszłości Lwowa (1922)
  - Serce Matki albo przygody Tomcia Palucha (1926), baśń
  - Czarodziej (1928), dla młodzieży
  - Orlęta (1928), sztuka w 5 aktach
  - To możesz opowiadać swojej babci (1929), rewia
  - Biały Orzeł (1931), komedia dla młodzieży
  - Czapka niewidka i pałeczka nieruchomka (1932), baśń dla młodzieży
  - Porwana narzeczona (1933), wodewil
  - Złota rybka (1933), baśń
  - Imieniny wodza (1937), sztuka (dla uczczenia marszałka Edwarda Śmigłego Rydza)
  - Szczęście Gzymsa (1937), komedia
- libretta, szopki, satyry, kolędy.